# Дах (река)
Дах — река в России, протекает по Майкопскому и Мостовскому районам Адыгеи и Краснодарского края соответственно. Устье реки находится на 175 км от устья реки Белой по правому берегу. Длина реки — 23 км, площадь водосборного бассейна — 389 км².
Основные притоки: Сахрай и Шушук.
На 10 км от устья на реке расположен посёлок Усть-Сахрай, а на 23 км — станица Даховская.

## Данные водного реестра
По данным государственного водного реестра России относится к Кубанскому бассейновому округу, водохозяйственный участок реки — Белая. Речной бассейн реки — Кубань.
Код объекта в государственном водном реестре — 06020001112108100004489.